# Lijst van oorlogsmonumenten in Lopik
De Nederlandse gemeente Lopik heeft 5 oorlogsmonumenten. Hieronder een overzicht.
| Nr.  | Object                          | Herdachte groep                                                                | Ontwerper                                                                 | Onthulling       | Type            | Locatie                            | Plaats       | Coördinaten                   | Foto              |
| ---- | ------------------------------- | ------------------------------------------------------------------------------ | ------------------------------------------------------------------------- | ---------------- | --------------- | ---------------------------------- | ------------ | ----------------------------- | ----------------- |
| 1111 | Monument op Lekdijk Oost        | geallieerde militairen                                                         | Jan van Ipenburg                                                          | 4 mei 1985       | overig          | Lekdijk Oost, 3411 MN              | Jaarsveld    | 51° 57' 49" NB, 4° 58' 1" OL  | Meer afbeeldingen |
| 1891 | Oorlogsmonument                 | algemeen, militairen in dienst van het Ned. Kon. 1940-1945, burgerslachtoffers | Mevr. J.H. Hans                                                           | 25 oktober 1948  | beeld/sculptuur | Dorpstraat 3-5, 3411 AE            | Lopik        | 51° 58' 30" NB, 4° 56' 52" OL |                   |
| 1904 | Drama van Benschop              | burgerslachtoffers, verzet Nederland                                           | Ir. Sybold van Ravesteyn (ontwerper), Johannes W. Uiterwaal (beeldhouwer) | 7 november 1945  | beeld/sculptuur | Benedeneind Zuidzijde 361, 3405 CM | Benschop     | 51° 59' 58" NB, 4° 55' 41" OL |                   |
| 2807 | Monument voor Radiozendamateurs | verzet Nederland                                                               | H.J.J. Danenburg                                                          | 5 mei 1953       | gedenksteen     | Biezendijk 3, 3412 KB              | Lopikerkapel | 51° 59' 57" NB, 5° 3' 2" OL   |                   |
| 3734 | Oorlogsmonument                 | militairen in dienst van het Ned. Kon. 1940-1945                               | Wim ter Steege                                                            | 18 augustus 2012 | gedenksteen     | Kerkstraat 7, 3413                 | Jaarsveld    | 51° 58' 10" NB, 4° 58' 40" OL | Oorlogsmonument   |

Amersfoort ·
Baarn ·
Bunnik ·
Bunschoten ·
De Bilt ·
De Ronde Venen ·
Eemnes ·
Houten ·
IJsselstein ·
Leusden ·
Lopik ·
Montfoort ·
Nieuwegein ·
Oudewater ·
Renswoude ·
Rhenen ·
Soest ·
Stichtse Vecht ·
Utrecht ·
Utrechtse Heuvelrug ·
Veenendaal ·
Vijfheerenlanden ·
Wijk bij Duurstede ·
Woerden ·
Woudenberg ·
Zeist